# سند گپ (آرکانزاس)
سند گپ (به انگلیسی: Sand Gap) یک منطقهٔ مسکونی در ایالات متحده آمریکا است که در شهرستان پوپ، آرکانزاس واقع شده‌است. سند گپ ۵۹۸٫۰۲ متر بالاتر از سطح دریا واقع شده‌است.